# Comitini
Comitini – miejscowość i gmina we Włoszech, w regionie Sycylia, w prowincji Agrigento.
Według danych na styczeń 2010 gminę zamieszkiwało 958 osób przy gęstości zaludnienia 44,1 os./1 km².

## Bibliografia

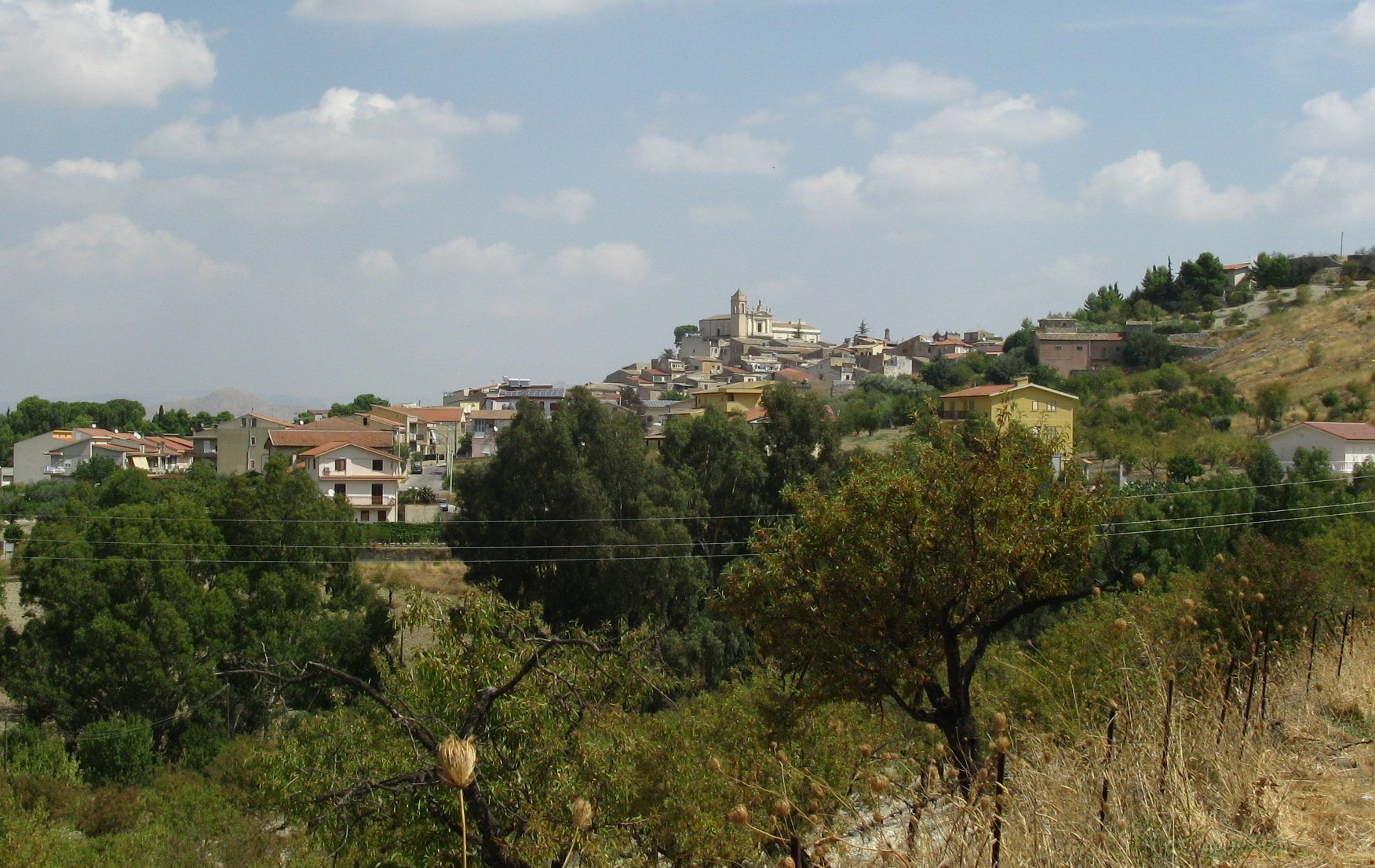
Comitini